# جون بيرنهام شوارتز
جون بيرنهام شوارتز (بالإنجليزية: John Burnham Schwartz)‏ (1965)؛ كاتب، كاتب سيناريو وروائي أمريكي.

## روابط خارجية
- جون بيرنهام شوارتز على موقع IMDb (الإنجليزية)
- جون بيرنهام شوارتز على موقع قاعدة بيانات الفيلم (الإنجليزية)